# Pagadebit di Romagna Bertinoro secco
Il Pagadebit di Romagna Bertinoro secco è un vino DOC la cui produzione è consentita nella provincia di Forlì.

## Caratteristiche organolettiche
- colore: paglierino più o meno intenso.
- odore: caratteristico, di biancospino.
- sapore: asciutto, erbaceo, armonico, gradevole, delicato.

## Storia
È chiamato pagadebit perché il vitigno utilizzato è molto resistente e garantiva il pagamento dei debiti contratti dagli agricoltori.

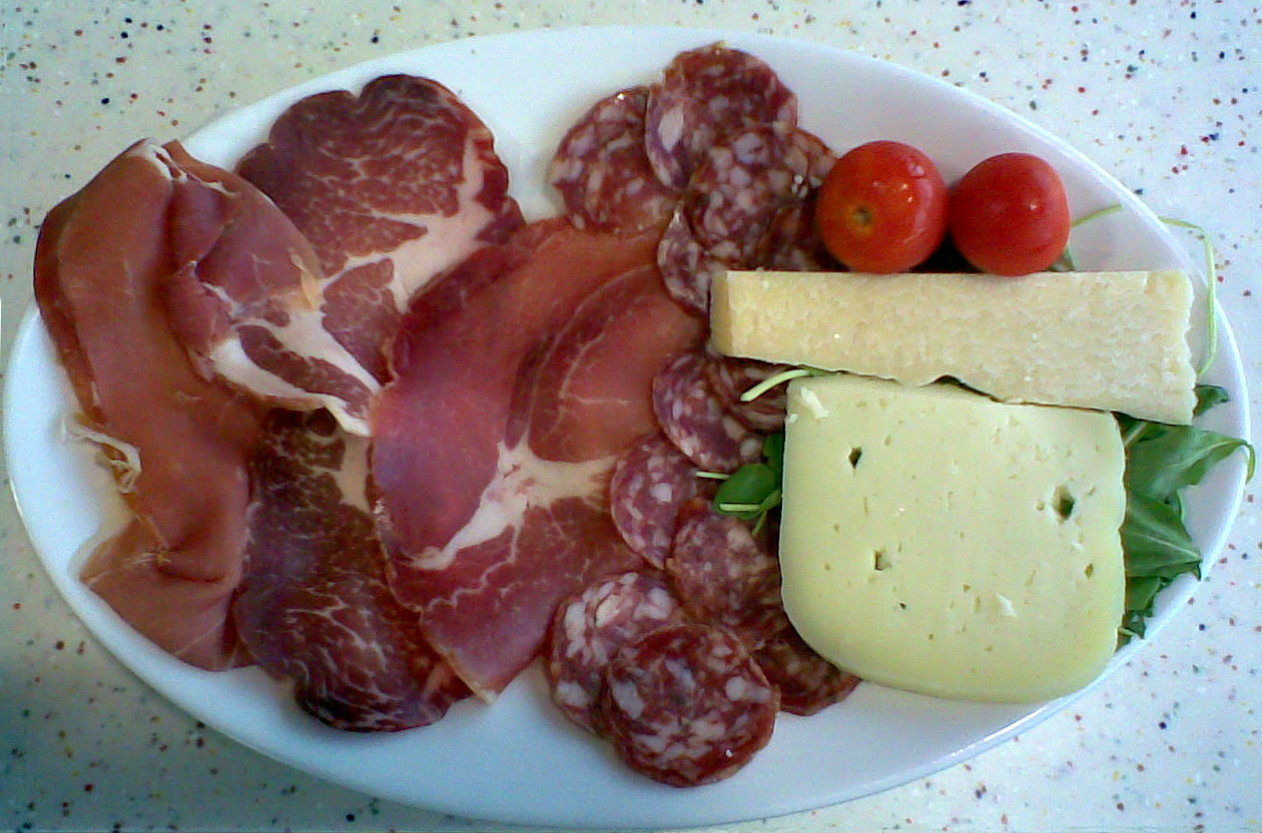
Salumi romagnoli

## Abbinamenti gastronomici
Antipasti:
- acciughe sotto sale, dissalate e poste sott'olio e pasta d'acciughe

Primi piatti:
- Garganelli
- Passatelli in brodo o asciutti
- Strozzapreti

Secondi piatti
- Castrato
- Ciccioli di maiale
- Coppa

Contorni:
- Fagioli in giubbalunga
- Scalogno di Romagna

Dolci:
- Bracciatello
- Migliaccio - dolce a base di sangue di maiale
- Zuppa inglese

Formaggi:
- Formaggio di fossa di Sogliano al Rubicone
- Raviggiolo
- Squacquerone e rucola

Fast food:
piadina romagnola,
- Tortello nella lastra[senza fonte]

## Produzione
Provincia, stagione, volume in ettolitri
- nessun dato disponibile